# HMS Devonshire (1904)
Pour les autres navires du même nom, voir HMS Devonshire.
Le HMS Devonshire est un croiseur cuirassé lancé en 1904 pour la Royal Navy. Navire de tête de sa classe, il rejoint la Channel Fleet en 1905 puis l'Atlantic Fleet en 1907 ; il est affecté à la Grand Fleet en 1914, puis à la North America and West Indies Station en 1916, escortant des convois jusqu'à la fin de la Première Guerre mondiale. Le Devonshire est revendu pour démolition en 1921.